# Comba (Allande)
Comba es una casería perteneciente a la parroquia de Besullo, en el concejo de Allande, comarca del Narcea, Principado de Asturias, España.